# Ридван Болатли
Ридван Болатли (тур. Rıdvan Bolatlı, 2 грудня 1928, Анкара — 31 березня 2022) — турецький футболіст, що грав на позиції захисника.
Виступав за клуб «Анкарагюджю», а також національну збірну Туреччини.

## Клубна кар'єра
У дорослому футболі дебютував виступами за команду клубу «Анкарагюджю», кольори якої і захищав протягом усієї своєї кар'єри гравця.

## Виступи за збірну
1953 року дебютував в офіційних матчах у складі національної збірної Туреччини. Протягом кар'єри у національній команді, яка тривала 2 роки, провів у формі головної команди країни 6 матчів.
У складі збірної був учасником футбольного турніру на Олімпійських іграх 1952 року у Гельсінкі, чемпіонату світу 1954 року у Швейцарії.